# Condado de Geneva
El condado de Geneva es un condado de Alabama, Estados Unidos. Tiene una superficie de 1500 km² y una población de 25 764 habitantes (según el censo de 2000). La sede de condado es Geneva.

## Historia
El Condado de Geneva se fundó el 26 de diciembre de 1868.

## Geografía
Según la Oficina del Censo de los Estados Unidos el condado tiene un área total de 1500 km², de los cuales 1493 km² son de tierra y 7 km² de agua (0,47%).

### Principales autopistas
- State Route 27
- State Route 52
- State Route 54
- State Route 85
- State Route 87

### Condados adyacentes
- Condado de Dale (nornoreste)
- Condado de Houston (este)
- Condado de Holmes (Florida) (sur)
- Condado de Walton (Florida) (suroeste)
- Condado de Covington (oeste)
- Condado de Coffee (nornoroeste)

### Ciudades y pueblos
- Black
- Coffee Springs
- Eunola
- Geneva
- Hartford
- Malvern
- Samson
- Slocomb
- Taylor

## Demografía
| Población histórica Año Población ±% 1900 19 096 — 1910 26 230 +37.4 % 1920 29 315 +11.8 % 1930 30 104 +2.7 % 1940 29 172 −3.1 % 1950 25 899 −11.2 % 1960 22 310 −13.9 % 1970 21 924 −1.7 % 1980 24 253 +10.6 % 1990 23 647 −2.5 % 2000 25 764 +9.0 % |           |         |
| Población histórica |           |         |
| Año | Población | ±%      |
| 1900 | 19 096    | —       |
| 1910 | 26 230    | +37.4 % |
| 1920 | 29 315    | +11.8 % |
| 1930 | 30 104    | +2.7 %  |
| 1940 | 29 172    | −3.1 %  |
| 1950 | 25 899    | −11.2 % |
| 1960 | 22 310    | −13.9 % |
| 1970 | 21 924    | −1.7 %  |
| 1980 | 24 253    | +10.6 % |
| 1990 | 23 647    | −2.5 %  |
| 2000 | 25 764    | +9.0 %  |